# ザグレブ中央駅
ザグレブ中央駅（クロアチア語: Zagreb Glavni Kolodvor）はクロアチアの首都ザグレブにある同国最大の鉄道駅である。クロアチア鉄道（HŽ）の拠点で、クロアチア国内の主要都市をはじめ、周辺国へ向かう幹線鉄道の発着駅となっている。

## 概要

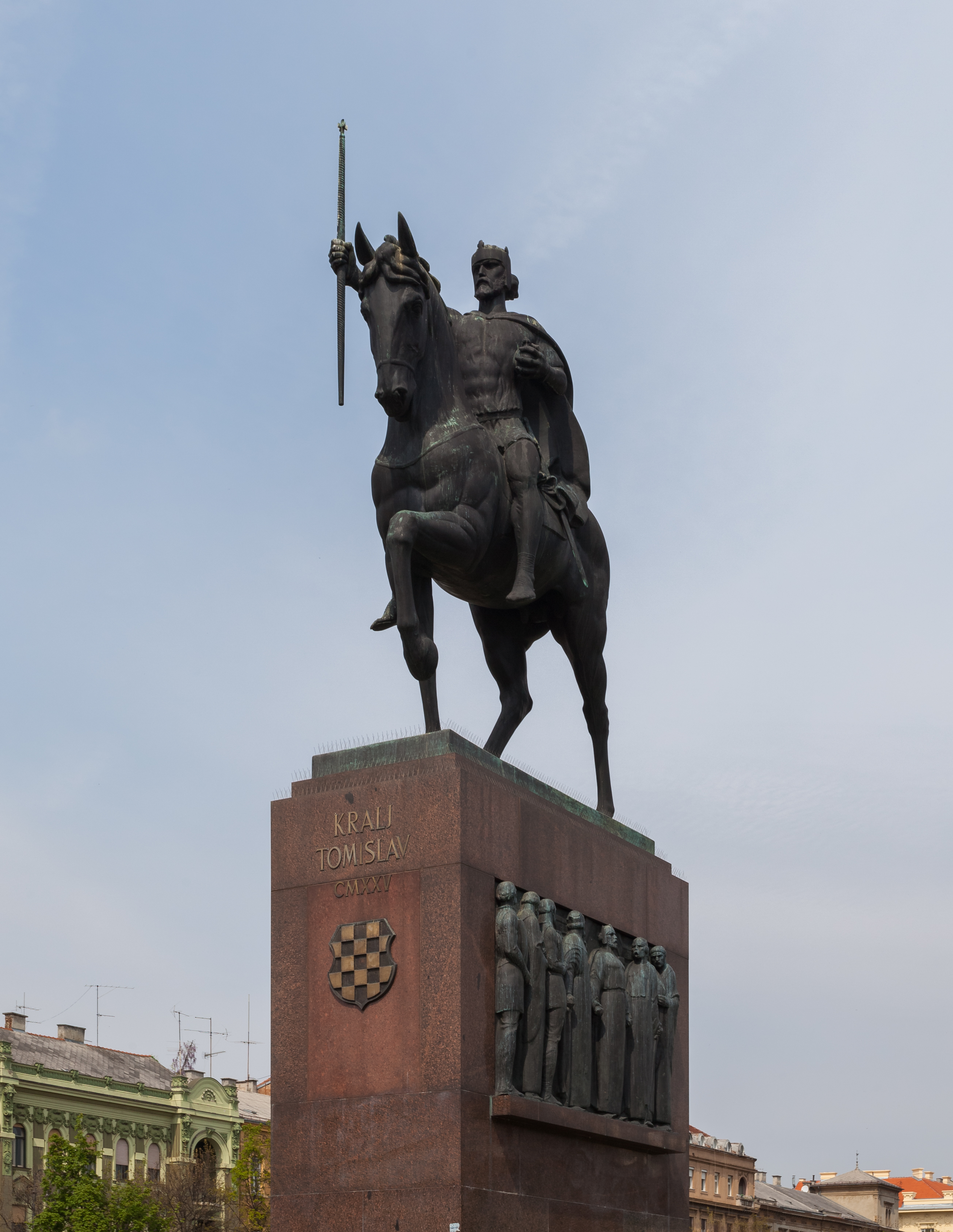
ザグレブ中央駅前のトミスラヴ像

ザグレブ中央駅はザグレブの中心部トミスラヴ広場に面しており、オーストリア＝ハンガリー帝国時代の1890年より着工され、1892年に公式に開業した。駅舎はハンガリー人建築家フェレンツ・プファッフ(Ferenc Pfaff)により手掛けられた。大規模な改修工事は1987年に開催されたユニバーシアード以前の1986年から1987年にかけて行われ、2006年にも行われている。駅舎は新古典主義様式で建物の長さは186.5mを有している。

### 乗り入れ路線
- M101号線 - サヴスキ・マロフ（クロアチア語版、英語版）、リュブリャナ方面
- M102号線 - ドゥゴ・セロ（クロアチア語版、英語版）、ベオグラード方面
- M202号線（英語版） - リエカ方面
- M502号線（英語版） - シサク方面

## 駅周辺
- トミスラヴ広場
- エスプラネード ザグレブ ホテル
- ベストウエスタン プレミア ホテル アストリア
- シェラトン・ザグレブ ホテル
- 日本大使館（ザグレブ駅から約550m、徒歩約8分）
- デンマーク大使館（道路Boškovićeva ulicaを挟んで上記日本大使館の目の前）
- イェラチッチ広場